# トッリーリア
トッリーリア(イタリア語: Torriglia)は、イタリア共和国リグーリア州ジェノヴァ県にある、人口約2,200人の基礎自治体（コムーネ）。

## 地理

### 位置・広がり

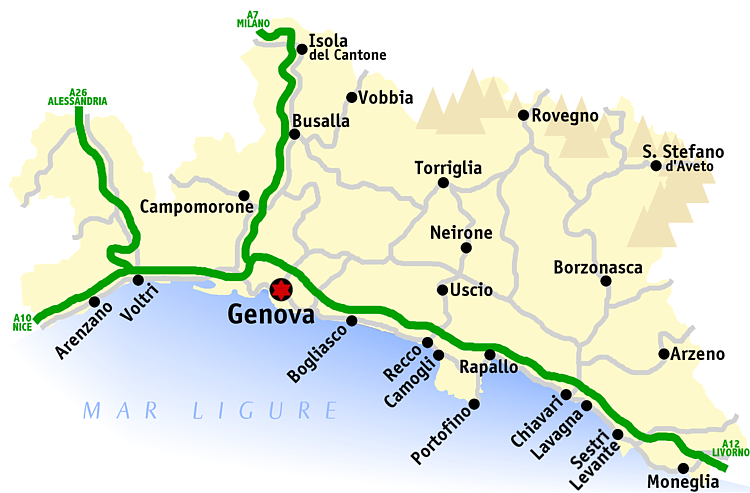
ジェノヴァ県概略図

#### 隣接コムーネ
隣接するコムーネは以下の通り。
- ダヴァーニャ
- ロルシカ
- ルマルツォ
- モコーネジ
- モンテブルーノ
- モントッジョ
- ネイローネ
- プロパータ
- ロンダニーナ
- ヴァルブレヴェンナ

### 地震分類
イタリアの地震リスク階級 (it) では、3 に分類される
。

## 行政

### 分離集落
トッリーリアには以下の分離集落（フラツィオーネ）がある。
- Acquabuona inferiore, Acquabuona superiore, Bavastri, Buoni di Pentema, Candini, Casaleggio, Cavorsi, Costafontana, Costalunga, Costapianella, Costazza, Donderi, Donetta, Fallarosa, Fascia di Carlo, Frevada, Garaventa, Gurre, Laccio, Marzano, Obbi, Olcesi, Passo della Scoffera, Pentema, Pezza, Poggio, Ponte Trebbia, Porto, Riola, Serre di Pentema, Siginella, Tecosa, Tinello, Vi